# 小西美穂
小西 美穂（こにし みほ、1969年6月9日 - ）は、元日本テレビ放送網報道局キャスター兼解説委員。現在は関西学院大学総合政策学部特別客員教授。

## 経歴・人物
兵庫県加古川市出身。実兄に早稲田大学教授で経済学者の小西秀樹 がいる。左利き。
兵庫県立加古川東高等学校を経て1988年、関西学院大学文学部に進学。在学中ラクロス部の結成に関わり初代主将に就任。日本代表選手にも選出された。当時の代表メンバーの仲間にテレビ東京アナウンサーの佐々木明子がいた。
関西学院大学卒業後の1992年、讀賣テレビ放送に報道記者として入社し、阪神・淡路大震災、和歌山毒入りカレー事件の取材を担当。司法担当だった時には、当時少年事件を担当していた弁護士大平光代を取材、ドキュメンタリー番組を制作。2000年に出版された大平の自伝『だから、あなたも生きぬいて』（講談社）において、あとがきを執筆した。また2001年よりNNNロンドン支局に特派員として派遣され、ヨーロッパや中東を中心に海外レポートを発信した。特に、アメリカ同時多発テロ事件以後の英ブレア外交、イラク、パレスチナなど中東情勢を取材。その傍ら、サッカーのスター選手だったデービッド・ベッカムに1年4か月間継続取材し、日本での人気爆発にも一役買った。
2004年に帰国後ロンドン支局を開設していた日本テレビへ出向となり、政治部記者として取材活動を行う傍ら、『ズームイン!!サタデー』ニュース担当などで番組にキャスターとして出演。2005年度改編で『NNNニュースプラス1』サブキャスターに就任し、番組内の討論コーナー『爆論！言わせてもらうぞ』の進行役を担当した。
2006年4月、正式に日本テレビ社員となり、引き続き『プラス1』の後継番組『NNN Newsリアルタイム』サブキャスターに就任。また日本テレビの多チャンネル戦略に伴い地上波以外にも登場するようになり、日テレNEWS24の『闘論〜TALK BATTLE〜』のメインキャスターにもなった。その後は改編の都度担当を変えながらも報道担当を続けた。
2010年『news every.』サブキャスター就任、ニュージーランド地震、東日本大震災などを取材。
2013年2月23日、担当していた『ズームイン!!サタデー』のエンディングで結婚したことを公表。同年9月30日開始のBS日テレ『深層NEWS』で、2016年12月23日までメインキャスターを担当していた。
2017年6月より『news every.』に復帰。平日月曜日から金曜日の第1部に出演。解説委員として「ナゼナニっ?」のコーナーを担当。
2019年9月から早稲田大学大学院政治学研究科に入学。2021年9月に修了。研究テーマは「日本における女性知事の政治運営の特質と『見えざるハードル』」。
2022年3月末を以て日本テレビを退社し、同年4月からは母校の関西学院大学総合政策学部の特別客員教授に就任。

## 出演

### 現在の出演番組
- キャッチ!（中京テレビ） - コメンテーター
- 情報ライブ ミヤネ屋（ytv） - 水曜コメンテーター
- ウェークアップ!（ytv） - コメンテーター
- かんさい情報ネットten.（ytv） - コメンテーター

### 過去の出演番組
- アナ☆パラ（日本テレビ）【コーナー出演】
- NNNニュースプラス1（日本テレビ系列）【サブキャスター】
- NNN Newsリアルタイム（日本テレビ系列）【サブキャスター】
- 闘論〜TALK BATTLE〜（日テレNEWS24）【司会】
- news every.（日本テレビ系列）【取材キャスター・『ナゼナニっ?』コーナー担当】
- ニッポンの大疑問 → ニッポンの大疑問α（BS日テレ、司会担当）
- ズームイン!!サタデー（日本テレビ系列、ニュース担当。2013年9月28日まで）
- 深層NEWS（BS日テレ、2013年9月30日から2016年12月23日まで。） - 月～木曜日

## 著書
- 『3秒で心をつかみ 10分で信頼させる 聞き方・話し方』 ディスカヴァー・トゥエンティワン、2017年11月11日、ISBN 4-799321897
- 『小西美穂の七転び八起き』日経BP、2018年9月21日、ISBN 4-822256251
- 『報道キャスターが現場で学んだ42の仕事術』光文社、2020年12月8日、ISBN 4-334952135